# Социальное государство

Социальные затраты, процент от ВВП государств ОЭСР, 2001.

Социа́льное госуда́рство (нем. Sozialstaat, англ. Welfare state) — модель государства, политика которого направлена на перераспределение материальных благ, доходов и богатства в соответствии с принципами социального равенства и социальной справедливости ради достижения каждым гражданином достойного качества и уровня жизни, сглаживания социальных различий и помощи нуждающимся.
Стремление к социальному государству является одним из ключевых положений политических программ социал-демократов. Упоминание о социальном государстве содержится в конституциях и других высших законодательных актах многих стран. Теория государства всеобщего благоденствия предполагает, что социальные гарантии обеспечиваются путём государственного регулирования экономики и экономического вмешательства (прежде всего, крупного бизнеса), и налоговой политикой государства.
Многие сторонники социального государства считают, что именно реализация этих идей «создала благосостояние Запада после Второй мировой войны».

## Этимология
Понятие «социальное государство» впервые употребил в 1850 году Лоренц фон Штейн. Он включил в перечень функций государства «поддержание абсолютного равенства в правах для всех различных общественных классов, для отдельной частной самоопределяющейся личности посредством своей власти». Государство, согласно Штейну, обязано способствовать экономическому и общественному прогрессу всех своих граждан, ибо в конечном счете развитие одного выступает условием развития другого , и именно в этом смысле говорится о социальном государстве. "Государствовед и экономист Лоренц фон Штейн считал, что задача государства заключается в становлении общественного равенства и личной свободы, в поднятии низших и обездоленных классов до уровня богатых и сильных".

## Признаки социального государства
- Высокий уровень экономического развития страны, что позволяет перераспределять доходы и богатство населения, не ущемляя крупных собственников;
- Социально-ориентированная рыночная экономика;
- Многоукладная и смешанная экономика;
- Формирование гражданского общества;
- Разработка государством разнообразных социальных программ;
- Утверждение целей государства, обеспечивающих каждому достойные условия жизни, социальную защищенность и равные стартовые условия для самореализации личности;
- Социальная ответственность перед гражданами;
- Развитая система страховых социальных отчислений и высокий уровень налогов, формирующих бюджет, высокие размеры отчислений на социальную сферу;
- Развитая система услуг и социальных служб для всех групп населения;
- Развитая правовая система, при которой осуществлено разделение властей, четкая реализация функций каждой ветви власти, отработана нормативно-правовая система социальной жизни"[9];
- Существование бюджетных социальных выплат;
- Существование государственных систем социальной защиты, социального обеспечения и обеспечения занятости;
- Доступность социальной поддержки всем без исключения нуждающимся членам общества;
- Принятие государством на себя ответственности за уровень благосостояния граждан;
- Существование институтов гражданского общества[10].

## Функции социального государства
- Поддержка социально незащищенных слоев населения;
- Борьба с коррупцией, бедностью и безработицей;
- Помощь молодым предпринимателям;
- Обеспечение занятости и постоянного роста доходов населения;
- Обеспечение социального страхования для всех членов общества;
- Обеспечение доступности образования, здравоохранения и духовно-культурного развития;
- Социальная защита нуждающихся людей;
- Сокращение социального и экономического неравенства в обществе, создание достойных условий существования посредством перераспределения благ;
- Предоставление социальных услуг[11].

## История

### Прусский социализм
Растущее давление рабочего и профсоюзного движения, опасения по поводу возможного усиления социалистов заставляли правительства промышленно развитых стран идти на социальные уступки. В Германии канцлер Отто фон Бисмарк, позднее кайзер Вильгельм II, прямо предупреждали о такой угрозе. Советники канцлера О. фон Бисмарка (особенно Адольф Вагнер) инициировали в Германии разработку нормативных правовых актов об обязательном социальном страховании профессиональных групп работников, самоуправляемых товариществах взаимного страхования. Это позволяло аккумулировать финансовые ресурсы как гарантии качественной медицинской и реабилитационной помощи, высокий уровень страховых выплат. Такая социально-правовая конструкция получила условное название «модель Бисмарка» («Прусский социализм») и в модифицированном виде использовалась долгое время в Германии и некоторых других странах. В 1871 г. Германия вводит государственное социальное страхование от несчастных случаев на производстве, в 1880 г. — финансирование медицинской помощи, в 1883 г. — пособия по болезни.
Социальное страхование от несчастного случая было введено и в других странах: в Австрии в 1887 г., во Франции — в 1898 г., в Норвегии — в 1894 г., Новой Зеландии — в 1900 г., Швеции — в 1901 г. Медицинское страхование стало государственным в Австрии в 1888 г., в Швеции — в 1891 г., в Норвегии — в 1909 г.

### Государство благосостояния
Большой резонанс имели меры социальной защиты, вводимые в США правительством Ф. Д. Рузвельта в рамках «нового курса» в начале 1930-х годов в связи с Великой депрессией.
В Великобритании значительным событием стал доклад У. Бевериджа в парламенте (1942 год), где говорилось о принципах «государства благосостояния» (Welfare State). Термин «государство благосостояния» употреблялся как совпадающий в основном с понятием «социальное государство». Стали говорить о модели социальной защиты Бевериджа.
Модель Бевериджа предполагает распределение ответственности между государством (базовые гарантии соцзащиты для всего населения с ориентацией на прожиточный минимум), работодателем (страхование наемных работников с их частичным участием) и работником (дополнительное личное страхование).
На основании доклада правительство Великобритании в 1944 году начало реформу системы социального страхования. К 1952 году были введены в действие законы о государственной службе здравоохранения, программы страхования в связи с несчастными случаями на производстве, пенсионного страхования.
8 января 1964 г. в США в первом послании о положении страны президент Л. Джонсон торжественно провозгласил начало «бескомпромиссной войны с бедностью в Америке» как часть программы построения «Великого общества». 16 марта того же года он направил в конгресс специальное послание «О войне с бедностью», на основании которого 20 августа был принят закон об экономических возможностях (Economic Opportunitiy Act). Он включал четыре вида мероприятий по борьбе с бедностью: профессиональная подготовка и обучение, программы так называемых «общинных действий», осуществляемых под эгидой местных властей, специальные программы помощи для сельской местности и мелкого бизнеса, а также деятельность организации «Добровольцы на службе Америки» (Volunteers in Service to America, VISTA). В соответствии с этим законом учреждалось федеральное Управление экономических возможностей (Оffice of Economic Opportunity). В области медицинского обслуживания в 1965 была введена специальная программа «Медикейд» для наиболее нуждающихся и «Медикэр» для пенсионеров. В 1964 г. была также начата федеральная программа субсидирования части расходов малообеспеченных граждан на продукты питания в виде продовольственных купонов. Кроме того, во второй половине 60-х годов были приняты некоторые меры по оказанию помощи малообеспеченным семьям в аренде квартир в частных жилых домах и по расширению программ федерального финансирования строительства дешевых жилищ в рамках законов о жилищном строительстве и городском развитии 1965 и 1968 гг.

### Изменение отношения к идее социального государства
После Второй мировой войны в Европе наблюдался всплеск симпатий к идеалу социального государства, под которым понимался умеренный демократический социализм. Европейское социальное государство тех лет характеризуется приходом социал-демократов к власти и национализацией здравоохранения, транспорта, энергетики, тяжёлой и добывающей промышленности. В экономике господствовало кейнсианство. "Послевоенная Германия возвратилась к идее и ценностям социального государства. Конституция ФРГ 1949 г. в ст. 20 провозгласила Германию "демократическим и социальным федеральным государством". В ст. 23 записано, что "для создания объединенной Европы Федеративная Республика Германии участвует в развитии Европейского Союза, который привержен принципам демократии, правого, социального и федеративного государства". С 1958 г., согласно конституции, "Франция является неделимой, светской, социальной, демократической Республикой"; с 1978 г. Испания по конституции стала "правовым, демократическим, социальным государством". В опосредованной форме положение о социальном государстве закреплено в конституции Италии 1948 года: в соответствии со ст. 2 "Республика признает и гарантирует неотъемлемые права человека -- как частного лица и как члена общественных объединений, в которых проявляется его личность, -- и требует выполнения непреложных обязанностей, вытекающих из политической, экономической и социальной солидарности".
Кризис идей социального государства пришелся на конец 1970-х — начало 1980-х годов, когда возобладали тэтчеризм и рейганомика. Однако на тот момент так было только в отношении Великобритании и США, а также (на время) Голландии.
Самый молодой монарх в Европе король Нидерландов Виллем Александр в сентябре 2013 года объявил о конце государства всеобщего благосостояния. Вместо него появится «общество участия» (participation society), предполагающее сокращение социальных расходов государства и перенос социальных расходов на население.

## Современная география
В качестве количественных критериев реализации социального государства часто используются
- Уровень бедности
- Относительный эффект социальных программ на уровень бедности
- Доля ВВП на расходы, связанные с социальными программами

Среди современных примеров реализации идеала социального государства обычно приводят страны Скандинавского полуострова (то есть «шведская модель»), Финляндию, Нидерланды, Канаду, Швейцарию, Германию, Бельгию, а также иногда Великобританию, Францию, Австрию, Новую Зеландию, Австралию, США, Италию, Грецию, Португалию, Японию, Польшу, Чехию, Словакию, Венгрию, Эстонию, Литву, Латвию, страны Персидского залива, Ливию (при Каддафи) и другие страны.
| Страна                    | Социальные затраты на не престарелых (как процент от ВВП) | Общий процент снижения бедности |
| ------------------------- | --------------------------------------------------------- | ------------------------------- |
| Соединённые Штаты Америки | 2.3                                                       | 26.4                            |
| Нидерланды                | 9.6                                                       | 65.2                            |
| Швеция                    | 11.6                                                      | 77.4                            |
| Германия                  | 7.3                                                       | 70.5                            |
| Канада                    | 5.8                                                       | 46.0                            |
| Финляндия                 | 10.9                                                      | 69.7                            |
| Великобритания            | 7.1                                                       | 60.1                            |
| Бельгия                   | 9.3                                                       | 76.9                            |
| Австрия                   | 7.4                                                       | 75.8                            |
| Италия                    | 4.3                                                       | 57.7                            |
| Ирландия                  | 5.5                                                       | 44.1                            |
| B среднем                 | 7.4                                                       | 60.9                            |

## Социальное государство в России
С 1993 года Россия официально провозглашена социальным государством (Конституция Российской Федерации, глава 1, статья 7).
Задача социального государства — обеспечить своим гражданам следующие условия:
- каждый гражданин должен иметь достойный человека прожиточный минимум;
- каждый трудоспособный человек должен иметь возможность зарабатывать на себя и на содержание всей семьи;
- нетрудоспособные или граждане, не имеющие по каким-либо причинам возможности трудиться (дети, больные, инвалиды, пенсионеры, безработные, беженцы и переселенцы), должны иметь возможность поддерживать обычный жизненный стандарт за счет перераспределения государством средств, накопленных субъектами, участвующими в экономической жизни страны. "Исследования и обсуждение проблем социального государства в России начались в 1993 г., в период работы Конституционного совещания. В частности, в мае 1993 г. в Академии труда и социальных отношений (АТиСО) состоялся конгресс на тему "Человек, социальная политика в период становления экономических реформ". Проанализировав отечественный и зарубежный опыт государственного строительства, участники конгресса в его рекомендациях предложили Конституционному совещанию избрать модель социального государства, которое призвано придать реформам социальную направленность, в наиболее полной мере обеспечить права и жизненные интересы российских граждан с учетом их менталитета, культуры, соборности, традиций, коллективизма и предыдущего опыта социализации. Разработанная творческим коллективом ученых и специалистов АТиСО и других ведущих вузов и научных центров страны, сформированным Государственной Думой Федерального собрания РФ, его комитетом по социальной политике, руководителями Конституционного суда, Минтрудом РФ, ФНПР, РАН и АТиСО Концепция социального государства систематизировала подходы к пониманию сути социального государства. В ней сформированы базовые принципы социального государства и предложен механизм их реализации" [Председатель Государственной Думы Российской Федерации 2-го и 3-го.созывов Г.Н. Селезнев][19].

В интервью агентству РИА-Новости 14 июня 2013 президент В. Путин заявил:

… Социальная защита — одна из важнейших функций государства. И возможный отказ от неё поставит под угрозу само существование института государства как такового… И кризис в ряде европейских стран наглядно это продемонстрировал. Ключевое слово здесь — неэффективность. Не социальная политика, а жизнь не по средствам, потеря контроля за общим состоянием экономики, структурные перекосы — вот что приводит к тем последствиям, с которыми Европа столкнулась сегодня. К тому же во многих европейских странах пышным цветом расцвело иждивенчество, где зачастую не работать гораздо выгоднее, чем работать. Оно угрожает не только экономике, но и нравственным основам общества…
Для России такой (европейский) подход неприемлем. Социально ориентированное государство — это не прихоть, а необходимость…
Что касается Европы, … ведущие европейские страны проводят структурные реформы, чтобы повысить конкурентоспособность своих экономик, борются с безработицей… А свои обязательства прописали в Стратегии социально-экономического развития ЕС до 2020 года. Так что хоронить европейскую социальную модель пока рано.

## Критика
К распространённой критике социального государства относится мнение, что оно приводит к социальному иждивенчеству, когда широкие слои населения стремятся стать и всю жизнь оставаться получателями пособий вместо того, чтобы работать.
Есть мнение, что перераспределение доходов и богатства от богатых к бедным представляют собой форму экспроприации, а наличие правовых норм, которые относятся к категории лиц с чётко определённым социально-экономическим статусом, формой дискриминации. Сторонники монетаризма, австрийской экономической школы и связанных с ними политических течений, в частности неолибералы и классические либералы, также полагают, что государство всеобщего благосостояния приводит к падению эффективности экономики и несёт в себе риск утраты населением политических свобод.
Коммунисты считают, что необходимым условием обеспечения социальных гарантий является только переход от капитализма к социализму. Для социал-демократов социальное государство и есть социализм, но для коммунистов — социальное государство является лишь уступкой государственного капитализма трудящимся.

## Кризис социального государства
Многие учёные отмечают нарастающий кризис социального государства или государства всеобщего благосостояния. Это связано, в первую очередь, со стремительной модернизацией общества, его переходом на качественно новый уровень, на котором применение традиционных моделей социального перераспределения уже не представляется возможным.
Переход на новую ступень экономического и общественного развития сильно отразился на возможности сохранения социального государства. Наступающая эра экономики инноваций, а далее — экономики знаний предполагает принципиально новый способ мышления людей. Ценность индивида, его компетенций и личных навыков ставится выше ценности "индивида-винтика", следующего целям своего коллектива. Разрушение прежних коллективистских ценностей, концепции всеобщего равенства и блага, также внесло существенный вклад в обесценивание самой концепции социального государства.
Одним из факторов, ставших причиной кризиса, стал кризис национального государства и института государства в целом. В рамках современных тенденций государство как основной актор глобальных политических процессов теряет свои прежние позиции, усиляется тренд децентрализации государств, что приводит не только к устареванию концепции национального государства, но и в принципе к невозможности эффективного выполнения государством своих социальных функций. Кроме того, для осуществления полноценной социальной политики требовался значительный государственный аппарат, который имел тенденцию к разрастанию, что привело к существенным расходам государственного бюджета, его дефициту во многих социальных государствах. Это привело к дополнительным усилиям для стимулирования работы государственных органов, что также требовало определённых ресурсов и новых технологий. Помимо этого, концепция социального государства тесно связана со множеством этических вопросов. На практике же, в ходе функционирования государственных органов, появлялось стремление к подмене госслужащими социальных интересов общества внутренними интересами, реальная неэффективность их деятельности, стремление к более высокой должности и многие другие свойственные корпоративной среде явления.
Кризису способствует и продолжающийся процесс глобализации. Он является причиной кризиса национального государства, отмирание которого вызывает, как уже говорилось выше, и разрушение социальной модели государственного строя. В условиях, когда становится невозможным для ряда стран сохранять чёткие границы и обладать внешним суверенитетом, сохранение полноценного социального государства, одновременно способного контролировать и глобальных акторов финансовой деятельности для поддержания социальной справедливости, не представляется осуществимым.
Помимо практических несовершенств в ходе реализации принципов социального государства также наметился и этико-философский кризис, который обострялся по мере осуществления своей деятельности социальными государствами. Основой его стало разногласие во многих конкретных ситуациях между желанием действовать экономически эффективно и, с другой стороны, придерживаться социальной этики. Об этом кризисе говорил и П. Розанваллон, французский историк. Некоторые учёные полагают, что решение этого противоречия возможно с помощью разработки новой экономической парадигмы, в рамках которой экономическая эффективность будет оцениваться не в отрыве от человека как субъекта экономической деятельности, обладающего определёнными ценностями и совокупностью личностных качеств, но только в соотношении с социальными показателями. В данном случае можно говорить о таком феномене как социальная экономика.
Помимо философского кризиса, вполне явным стал кризис, вызванный противоречием между концепциями правового и социального государства. В современных условиях первое признаётся как необходимость для существования демократического развитого государства, однако его принципы во многих аспектах противоречат методам и задачам второго. Если правовое государство говорит о контроле за деятельностью госструктур и ограничении их власти с целью сохранения максимально возможной свободы граждан, то социальное предполагает прямое вмешательство государства в общественную жизнь ради всеобщего блага.